# Asura bella
Asura bella är en fjärilsart som beskrevs av George Thomas Bethune-Baker. Asura bella ingår i släktet Asura och familjen björnspinnare. Inga underarter finns listade i Catalogue of Life.